# ریکو دل گلفو دی اسپتزیا
ریکو دل گلفو دی اسپتزیا (به ایتالیایی: Riccò del Golfo di Spezia) یک کومونه در ایتالیا است که در استان لا اسپتزیا واقع شده‌است. ریکو دل گلفو دی اسپتزیا ۳۶٫۹ کیلومتر مربع مساحت و ۳٬۶۹۸ نفر جمعیت دارد و ۱۴۸ متر بالاتر از سطح دریا واقع شده‌است.